# أبو شنار
أبو شنار إحدى قرى مركز رفح التابع لمحافظة شمال سيناء بجمهورية مصر العربية.